# Louis-Zéphirin Moreau
Louis-Zéphirin Moreau (Bécancour (Quebec), 1 april 1824 - Saint-Hyacinthe (Quebec), 24 mei 1901) was een Canadees rooms-katholiek priester die in 1875 benoemd werd tot bisschop van Saint-Hyacinthe; hij bleef dat tot zijn dood in 1901. Moreau was ook de medestichter van de congregatie van de Zusters van Sint Jozef van Saint-Hyacinthe, samen met de eerbiedwaardige Élisabeth Bergeron (1851-1936). Hij was ook de oprichter van de Zusters van Sint Martha. Zijn motto was: Omnia possum in eo qui me confortat (Ik kan alles doen in Hem (Christus) die mij kracht geeft). 
Moreau werd door paus Johannes Paulus II zalig verklaard op 10 mei 1987.
Zijn kerkelijke feestdag is 24 mei.
- Bibliothèque nationale de France: cb12061978b (data)
- Gemeinsame Normdatei: 128810572
- International Standard Name Identifier: 0000 0000 7357 5332
- Library of Congress Control Number: n87830688
- SNAC: w6ss3dx3
- Système universitaire de documentation: 02887482X
- Virtual International Authority File: 35518287
- WorldCat: E39PBJj8V4fPkHd3XfTRKWTfv3